# Jörg Monar
Jörg Monar (né le 22 juillet 1960 à Bonn) est un politiste et spécialiste des sciences sociales franco-allemand. Il a été le recteur du Collège d'Europe (Bruges/Varsovie) de 2013 à 2020.

## Biographie
Après le Baccalauréat, à Stuttgart, Jörg Monar a étudié à la Université de Münster à Münster en Rhénanie du Nord-Westphalie, la Université Louis-et-Maximilien à Munich, ainsi qu'en France, à l'Institut d’études politiques de Paris et l'Université de Paris-IV. Par la suite, il obtient un doctorat, en 1989, à l'Université Louis-et-Maximilien de Munich, en histoire moderne. En 1991, il reçoit un deuxième doctorat dans le domaine des sciences politiques et sociales à l'Institut universitaire européen de Florence. La même année, Monar est nommé professeur adjoint au Collège d'Europe à Bruges. De 1995 à 2001, il était professeur (Chair of Politics) et directeur d'un centre de recherche (Centre for European Politics and Institutions) à l'Université de Leicester, période à l'issue de laquelle il est nommé professeur (Chair of Contemporary European Studies) et co-directeur du Sussex European Institute à l'Université du Sussex. De 2005 à 2008 il enseigne en tant que titulaire d'une Chaire d'Excellence Marie Curie à l'Université Strasbourg III ("Robert Schuman") et dirige le projet SECURINT sur la gouvernance de l'Union européenne en matière de sécurité intérieure. Après 17 ans d'enseignement au Collège d'Europe, Monar a été nommé en 2008 directeur du Département des études politiques et administratives du Collège et élu membre du Conseil d'administration en 2008. En mars 2013, le Conseil d'administration du collège le choisit pour succéder à Paul Demaret en tant que recteur. À l'issue de son mandat en août 2020 il a été nommé citoyen d'honneur de la ville de Bruges.
Monar a écrit de nombreux livres et dirigé des revues spécialisées, telles que la European Foreign Affairs Review. En 2009 il a été élu en tant que Fellow de la Royal Historical Society (Londres). Il a également des fonctions consultatives dans des institutions européennes et nationales, comme à la House of Lords du Royaume-Uni de 1999 à 2006.
Jörg Monar est professeur invité à l'Institut d'études politiques de Strasbourg, chargé de cours sur l'espace européen de liberté, de sécurité et de justice ainsi qu'à l'Université Panthéon-Assas et l'Université de Pau.
Monar a été nomme officier de l'Ordre du mérite de la République fédérale d'Allemagne en 2018 et officier de l'Ordre de Léopold en 2019.

## Controverses
Le 12 février 2019, le journal EUobserver publie un article indiquant que le Collège d'Europe aurait été payé par le gouvernement saoudien pour organiser des rencontres officieuses entre des ambassadeurs saoudiens, des fonctionnaires européens, et des députés du Parlement européen.
Le 22 février 2019, le président de la Commission de contrôle budgétaire du Parlement européen, l’eurodéputée Ingeborg Gräßle demanda au Collège d’Europe de clarifier ses liens financiers avec l’Arabie saoudite. Dans une lettre adressée au président de la Commission de contrôle budgétaire du Parlement européen, le recteur du Collège d’Europe, confirma le paiement par l’Arabie saoudite pour l’organisation de rencontres privées avec des eurodéputés et critiqua les médias pour avoir rapporté ces rencontres comme étant du lobbying. Le recteur indiqua notamment que ces réunions n'avaient pas de dimension de lobbying mais cherchaient notamment à montrer aux Saoudiens les raisons pour lesquelles l'Union défendait certaines valeurs, préférant maintenir des liens de communication à l'isolation pour défendre les valeurs européennes,.

## Prix
- Scheffelpreis
- Chaire Jean Monnet, études européennes contemporaines, Université du Sussex.
- Chaire Marie Curie, projet European Union Internal Security Governance (SECURINT), Institut de recherches Carré de Malberg[11] de l'Université de Strasbourg